# تشنقرالوي بل
تشنقرالوي بل هي قرية في مقاطعة أرومية، إيران. عدد سكان هذه القرية هو 1,637 في سنة 2006.